# 日本二十六聖人
日本二十六聖人是1597年2月5日（慶長2年12月19日）日本政府下令在長崎處決26名天主教徒，此事件後來被稱作「二十六人的殉教」，這4位西班牙籍傳教士、1位墨西哥籍（當時稱為「新西班牙」）修士、1位葡萄牙籍修士、20位日本籍信徒（含3名未成年者）被追封為聖人，遂以「日本二十六聖人」稱之。

## 事件始末
16世紀末葉相繼發生信奉天主教的吉利支丹大名與吉利支丹燒燬本地寺廟和神社並迫害僧侶的事件；相對的，各地信奉佛教或神道的大名迫害吉利支丹的事情也時有所聞。此外，葡萄牙商人將日本人當作奴隸販賣到海外的事情爆發後，豐臣秀吉遂於天正15年（1587年）頒佈《伴天連追放令》，定天主教為邪教。不過，著眼於南蠻貿易的實際利益，並未大規模地迫害該教。因此天主教仍在暗地裡布道傳教，受洗成為吉利支丹的日本人也不會被公家強迫還俗。不過，文禄5年（1596年）10月發生西班牙帝國船艦「聖菲利浦號」漂流至土佐國的聖菲利浦號事件，當時船上的船長將傳教士說成西班牙用來征服地方的手段，令豐臣秀吉再度於12月8日頒布禁教令。另外，繼耶穌會後進入日本傳教的方濟各會非常活躍，不理會禁教令繼續佈教，故京都奉行石田三成下令逮捕京都內的方濟各會的傳教士與基督徒，並予以處刑。這些方濟各會信徒都追隨西班牙阿爾坎塔拉出身的神父伯多祿·包蒂斯塔（Pedro Bautista），故被稱作「阿爾坎塔拉派」。於是在大阪和京都逮捕了方濟各會成員7名、信徒14名，以及耶穌會成員3名，合計共24名。原本石田三成打算排除包括保祿·三木在內的3名耶穌會成員，結果因故作罷。
24人被帶到京都堀川通的橋邊削去左耳（豐臣秀吉原本命令是削去雙耳與鼻子，但石田三成不忍僅削去左耳），並在城內遊街示眾。慶長2年（1597年）11月24日，豐臣秀吉下令將囚犯押往長崎行刑。詎料受託照顧耶穌會成員的伯多祿·助四郎（ペトロ助四郎）及照料方濟各會成員的伊勢的方濟各也被捉拿，這二人身為基督徒，為了信仰而犧牲生命。一行人在寒冷的冬季裡徒步走向長崎，負責帶隊押人的寺澤半三郎見到其中12歲少年路易斯·茨木（ルドビコ茨木）咬牙苦撐的樣子，曾勸他放棄信仰，但卻被路易斯鄭重其事地拒絕。迪亞戈·喜齋（ディエゴ喜斎）和五島的若望·草庵（五島のヨハネ草庵）則在向耶穌會神父巴範濟（Francesco Pasio）告解懺悔並立下誓願後，獲准入籍耶穌會。
行刑日期在慶長2年12月19日（1597年2月5日），地點並非選在一般的刑場，這26人被帶往長崎西坂的山丘上。行刑前為了避免市區內的混亂而發出禁止外出令，但是西坂山丘上仍聚集了超過4千人。臨死之前，保祿·三木仍持續向圍觀群眾宣揚自己的信仰；一行人在當日上午10點左右遭到劊子手以長槍刺穿兩腋的方式身亡殉教。
由於天主教教會具有保留聖髑的傳統，這些日本最初的殉教者遺骸被分送至世界各地，並受到尊崇保存。因為當時有位葡萄牙籍傳教士路易斯·弗洛伊斯紀錄下了報告書，日本二十六聖人的殉教事蹟反而在歐洲流傳開來。教宗庇護九世於1862年6月8日宣布將這26人列聖；1962年適逢列聖100周年紀念，由日本建築名家今井兼次設計的日本二十六聖人紀念館與雕刻家舟越保武設計的紀念碑在長崎市西坂的山丘上成立，天主教會將這26位聖人殉難的2月5日列為節日。

## 二十六聖人之姓名

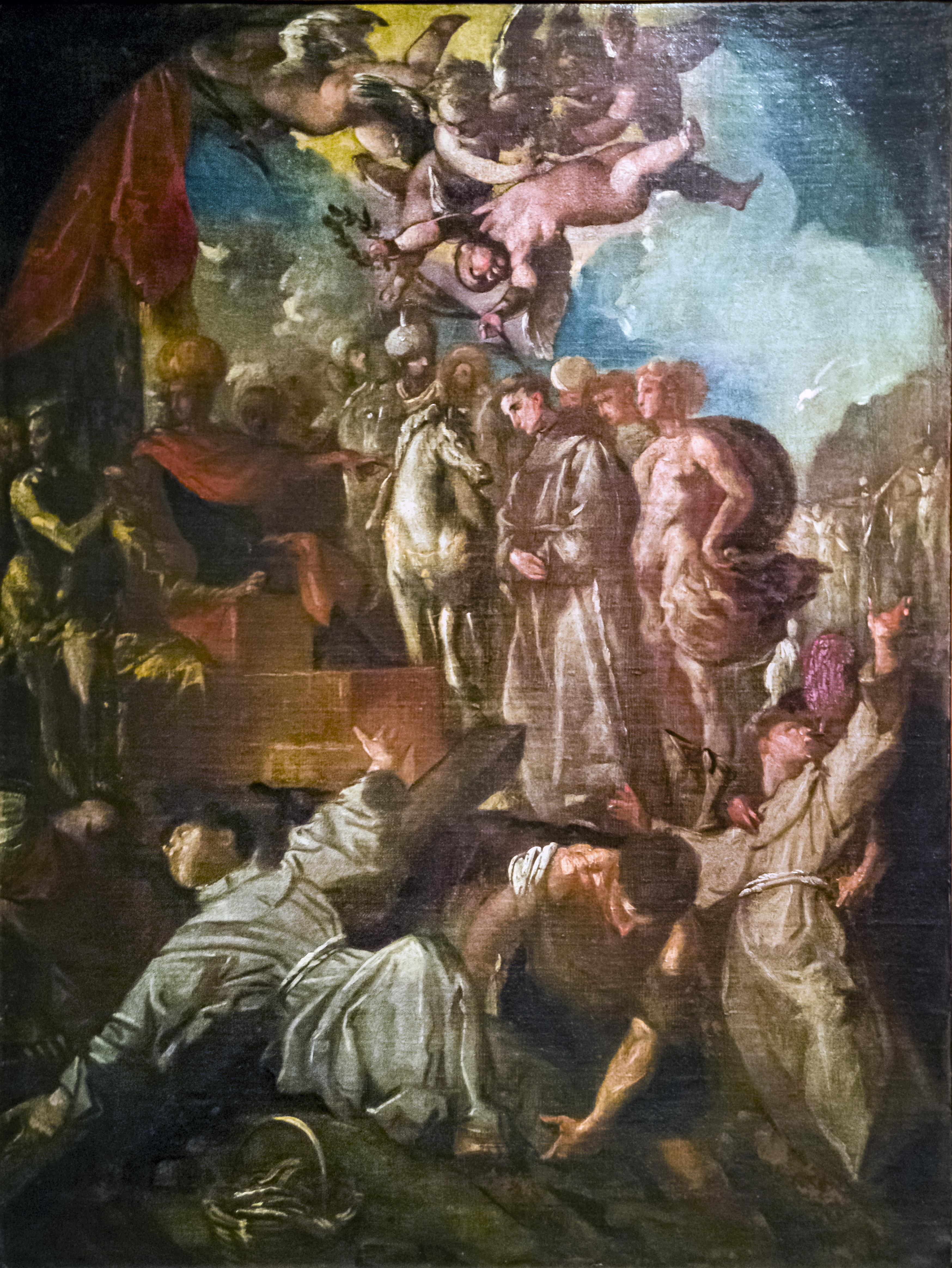
長崎方濟會衆殉教 - 弗朗切斯科·马菲

以下姓名順序依二十六聖人紀念碑右側為先：
1. 伊勢的方濟各（日语：伊勢のフランシスコ）：日籍木匠，為了照料方濟各會成員而同行，不料途中被捕。
2. 葛斯默·竹屋（日语：コスメ竹屋）：日籍、38歲，於大阪被捕。
3. 伯多祿·助四郎（日语：ペトロ助四郎，亦作[註 2]）：日籍，為了照顧耶穌會成員而同行，但途中遭逮捕。
4. 彌額爾·小崎（日语：ミゲル小崎），亦作）：日籍、46歲，多默·小崎之父，於京都被捕。
5. 迪亞哥·喜齋：日籍、64歲，為耶穌會成員，於大阪被捕。
6. 保禄·三木（日语：パウロ三木）：日籍、33歲，為耶穌會成員，於大阪被捕。
7. 保祿·茨木（日语：パウロ茨木）：日籍、54歲，良·烏丸之兄，於京都被捕。
8. 五島的若望·草庵（日语：五島のヨハネ草庵），另稱「若望·五島」(日语：ヨハネ五島）：日籍、19歲，為耶穌會成員，於大阪被捕。
9. 類思·茨木（日语：[註 3]）：日籍、12歲（26人中最年幼），保祿·茨木、良·烏丸之甥，於京都被捕。
10. 長崎的安多尼（日语：長崎のアントニオ）：日籍、13歲，父親為中國人，鄭姓，母親為日本人，於京都被捕。
11. 伯多祿·包蒂斯塔：西班牙籍方濟各會神父、48歲，他一直是保祿·三木的同伴，於京都被捕[1]。尚未到日本之前，他在菲律賓傳教莫約十年。
12. 阿吉雷的馬爾定·羅伊納茲（西班牙語：Martin Loynaz de Aguirre）：西班牙籍方濟各會神父、30歲，於大阪被捕[2]。
13. 耶穌的斐理伯（西班牙語：Felipe de Jesús）：墨西哥籍（當時稱為「新西班牙」）、24歲，方濟各會修士，於京都被捕。他殉教後成為墨西哥第一位被追封的聖人，同時也是墨西哥市的主保聖人。
14. 貢薩洛·加西亞：葡萄牙籍、40歲，方濟各會修士，於京都被捕。
15. 方濟各·布蘭科（西班牙語：Francisco Branco）：西班牙籍、28歲，方濟各會神父，於京都被捕。
16. 聖彌額爾的方濟各（西班牙語：San Francisco de San Miguel）：西班牙籍、53歲，方濟各會修士，於京都被捕。
17. 都的瑪第亞（日语：マチアス）：日籍，於京都被捕。原本並未列在逮捕名單上，但因洗禮名相同遭到拘捕。
18. 良·烏丸（日语：レオ烏丸）：日籍、48歲，保祿·茨木之弟、類思·茨木之叔父。
19. 都的味增爵（日语：ボナベントゥラ）：日籍，於京都被捕。
20. 多默·小崎（日语：トマス小崎）：日籍、14歲，彌額爾·小崎之子。
21. 若亞敬·榊原（日语：ホアキン榊原，亦作）：日籍、40歲，於大阪被捕。
22. 方濟各醫生（日语：医者のフランシスコ）：日籍、46歲，於京都被捕。
23. 講道者多瑪斯（日语：トマス談義者）：日籍、36歲，於京都被捕。
24. 絹屋的若望（日语：絹屋のヨハネ）：日籍、28歲，於京都被捕。
25. 嘉俾額爾（日语：ガブリエル）：日籍、19歲，於京都被捕。
26. 保祿·鈴木（日语：パウロ鈴木）：日籍、49歲，於京都被捕。

## 奉二十六聖人為主保的教堂
- 日本殉道聖人堂（Chiesa dei Sainti Martiri Giapponesi）：位於義大利拉齊奧大區羅馬省奇維塔韋基亞。
- 二十六聖殉道者君王堂（Igreja Cristo Rei dos 26 Mártires）：位於巴西聖保羅州，由福岡縣移民於1935年成立。
- 大浦天主堂：位於長崎縣長崎市。
- 堂崎教堂：位於長崎縣五島市。
- 聖斐理伯堂（天主教會西坂教堂）：位於長崎縣長崎市，該教堂亦即日本二十六聖人紀念館，由今井兼次設計。
- 本所教堂：位於東京都墨田區。
- 美濃加茂天主教堂：位於岐阜縣美濃加茂市。

## 內部連結
- 日本二十六聖人紀念館
- 元和大殉教
- 路易斯·弗洛伊斯

### 引用
1. ↑   . . New York: Robert Appleton Company. 1913.
2. ↑  Saint Martin of the Ascension 的存檔，存档日期2012-01-01.

## 外部連結
- （日語）日本二十六聖人紀念館官方網站 （页面存档备份，存于）
- （英文）Saints.SQPN.com: Martyrs of Nagasaki （页面存档备份，存于）